# Collège des commissaires de l'Union européenne
Le Collège des commissaires de l’Union européenne est actuellement celui des membres de la Commission présidée par Ursula von der Leyen. Depuis le 22 octobre 2014, les attributions des vingt-sept commissaires européens sont les suivantes :
- Président de la Commission européenne ;
- Vice-président chargé de l'amélioration de la législation, des relations inter-institutionnelles, des règles de droit, de la charte des droits fondamentaux et du développement durable ;
- Vice-président, Haut Représentant de l'Union pour les affaires étrangères et la politique de sécurité ;
- Vice-président chargé du budget et des ressources humaines ;
- Vice-président chargé du marché numérique unique ;
- Vice-président chargé de l'union énergétique ;
- Vice-président chargé de l'euro et du dialogue social ;
- Vice-président, chargé des emplois, de la croissance, des investissements et de la compétitivité ;
- Commissaire européen aux transports ;
- Commissaire européen à l'économie et à la société numériques ;
- Commissaire européen à la politique européenne de voisinage et aux négociations d'élargissement ;
- Commissaire européen au commerce ;
- Commissaire européen à la coopération internationale et au développement ;
- Commissaire européen à l'action pour le climat et à énergie ;
- Commissaire européen à l'environnement, aux affaires maritimes et à la pêche ;
- Commissaire européen à la santé et à la sécurité alimentaire ;
- Commissaire européen aux migrations, aux affaires intérieures et à la citoyenneté ;
- Commissaire européen à l'emploi, aux affaires sociales, aux compétences et à la mobilité ;
- Commissaire européen aux affaires économiques et financières, à la fiscalité et à l'union douanière ;
- Commissaire européen à l'aide humanitaire et à la réaction aux crises ;
- Commissaire européen à l'agriculture et au développement rural ;
- Commissaire européen à la stabilité financière, aux services financiers et à l'union du marché des capitaux ;
- Commissaire européen au marché intérieur, à l'industrie, à l'entrepreneuriat et aux PME ;
- Commissaire européen à la justice, aux consommateurs et à l'égalité des genres ;
- Commissaire européen à l'éducation, à la culture, à la jeunesse et aux sports ;
- Commissaire européen à la politique régionale ;
- Commissaire européen à la concurrence ;
- Commissaire européen à la recherche, à la science et à l'innovation ;